# 硫氰酸亚金钾
硫氰酸亚金钾，即二硫氰酸根合金(I)酸钾，化学式为K[Au(SCN)2]  。

## 制备
先用硫氰酸银和溴化二乙基金反应，得到硫氰酸二乙基金，然后逐渐加入125℃的二甲苯中得到白色絮状的AuSCN沉淀，沉淀经过滤、洗涤后，再加入到饱和了硫氰酸钾的无水乙醇中，然后过滤。滤液减压蒸发，得到无色的针状固体K[Au(SCN)2]  。

## 化学性质
硫氰酸亚金钾在无水状态下是稳定的 。它和多硫化四苯基鉮反应，生成[Ph4As][AuS9]。